# 谢尔河畔蒙图
谢尔河畔蒙图（法語：Monthou-sur-Cher，法語發音：[mɔ̃tu syʁ ʃɛʁ]）是法国卢瓦-谢尔省的一个市镇，位于该省西南部，属于布卢瓦区。

## 地理
谢尔河畔蒙图（47°20'48"N, 1°17'43"E）面积20.16 平方千米，位于法国中央-卢瓦尔河谷大区卢瓦-谢尔省，该省份为法国中北部省份，北起厄尔-卢瓦省，东北接卢瓦雷省，东南接谢尔省，南至安德尔省，西南接安德尔-卢瓦尔省，西北接萨尔特省。
与谢尔河畔蒙图接壤的市镇（或旧市镇、城区）包括：昂热、舒西、蓬勒瓦、普耶、泰塞、索洛涅地区勒孔特鲁瓦、蒙特里沙尔-瓦勒德谢尔。

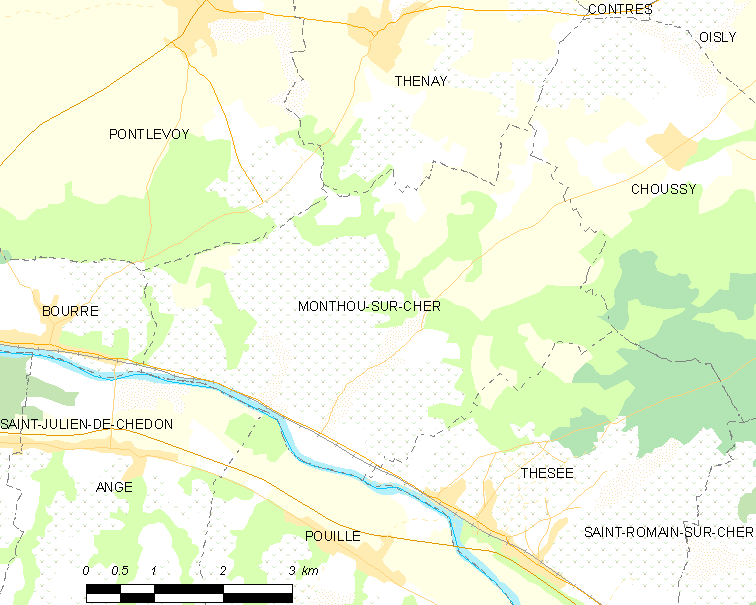
谢尔河畔蒙图的OSM定位图

谢尔河畔蒙图的时区为UTC+01:00、UTC+02:00（夏令时）。

## 行政
谢尔河畔蒙图的邮政编码为41400，INSEE市镇编码为41146。

## 政治
谢尔河畔蒙图所属的省级选区为蒙特里沙尔-瓦勒德谢尔县。

## 人口

1962-2008年间谢尔河畔蒙图人口变化图示

谢尔河畔蒙图于2022年1月1日时的人口数量为993人。